# Tom Collins (cocktail)
Il Tom Collins è un cocktail che fa parte della famiglia dei Collins, un long drink a base di Old Tom Gin (una versione di scuola olandese dolcificata di gin, precursore del London Dry Gin), succo di limone, zucchero e soda che viene servito con ghiaccio (on the rocks) in bicchieri lunghi. Nella lista ufficiale IBA è citato come variante del John Collins, che si differenzia per l'uso di London Dry Gin.

## Composizione
- 4,5 cl di Old Tom Gin
- 3 cl di succo di limone fresco
- 1,5 cl di sciroppo di zucchero
- 6 cl di soda
- 1 fettina di limone

## Preparazione
Prendere un bicchiere del tipo Collins da 10-14 once fluide e spremervi un limone fino a ottenere un'oncia (3 cl) di succo. Aggiungere mezza oncia (1,5 cl) di sciroppo di zucchero, poi un'oncia e mezza (4,5 cl) di Old Tom Gin. Riempire fino all'orlo il bicchiere di cubetti di ghiaccio. Aggiungere soda fino all'orlo del bicchiere. Miscelare delicatamente il tutto con un bar spoon. Guarnire con una fettina di limone e una ciliegia al maraschino.

## Varianti
Le varianti del Tom Collins differiscono principalmente per la base utilizzata.
- Chivas Collins - con Chivas Regal
- Brandy Collins — con brandy
- Jack Collins — con apple jack
- John Collins — con 4,5 cl di gin (in alcuni paesi è conosciuto con il bourbon)
- Michael Collins — con Irish whisky, in onore del leader irlandese Michael Collins
- Ron Collins — con rum
- Sam Collins — con gin
- Sandy Collins o Jock Collins — con Scotch whisky
- Vodka Collins o Comrade Collins — con vodka
- Pedro Collins - con rum
- José Collins — con tequila
- Phil Collins — con tequila, Irish whisky, vodka, rum, e birre. In onore a Phil Collins